# Engleza americană
Engleza americană sau americana (engleză American English, AE, AmE, AmEn, AmEng, en - US) este un termen larg folosit pentru a distinge forma limbii engleze utilizată în Canada și Statele Unite ale Americii comparativ cu engleza britanică, cea vorbită în Regatul Unit, respectiv cea utilizată în general în Insulele Britanice. De la sfârșitul secolului XX, engleza americană a devenit cea mai influentă formă de engleză la nivel mondial.
Varietățile limbii engleze americane includ numeroase modele de pronunție, vocabular, gramatică și, în special, ortografie, care sunt unificate la nivel național, dar distincte de alte forme de engleză din întreaga lume. Sunetul limbii engleze americane continuă să evolueze, unele accente locale dispărând, dar în secolul al XX-lea au apărut câteva accente regionale mai importante.

## Istoric
Utilizarea limbii engleze în Statele Unite este rezultatul colonizării britanice a Americii. Primul val de coloniști vorbitori de limbă engleză a sosit în America de Nord la începutul secolului al XVII-lea, urmat de alte migrații în secolele al XVIII-lea și al XIX-lea. În secolele al XVII-lea și al XVIII-lea, dialectele din multe regiuni diferite ale Angliei și Insulelor Britanice existau în fiecare colonie americană, permițând un proces de uniformizare și amestecare extinsă a dialectelor, în care varietățile de engleză din cele Treisprezece Colonii au devenit mai omogene în comparație cu varietățile din Insulele Britanice.
Descrierile directe ale unui englez american destul de uniform (în special în contrast cu dialectele regionale diverse ale englezei britanice) au devenit comune după mijlocul secolului al XVIII-lea, în timp ce, în același timp, identificarea vorbitorilor cu această nouă varietate a crescut. Începând cu secolul al XVIII-lea, engleza americană a evoluat în câteva varietăți noi, inclusiv dialecte regionale care păstrează influențe minore din valurile de imigranți vorbitori de diverse limbi, în principal limbi europene.